# William Horsley
William Horsley (Londres, 18 de novembre de 1774 – idm. 12 de juny de 1858) fou un músic anglès.
Fou organista de diverses esglésies de Londres, i el 1812 fundà la Societat Concentores Sodales, que el primer terç del segle XX encara existia. El 1824 va publicar Col·leccions amb obres del seu sogre John Wall Callcott. Va ser professor en la Royal Academy of Music de Londres, on entre d'altres alumnes tingué a John Pyke Hullah.
Va compondre un gran nombre de glees a 3 i 4 veus, serveis religiosos a 5. 6. 7 i 8 veus, dues antífones a 12 parts absolutament diferents, madrigals sonates etc.
El seu fill Charles Edward Horsley (1822-1877), també fou un músic distingit.